# Giuseppe Bertello
Giuseppe Bertello (en español: José Bertello) (Foglizzo, 1 de octubre de 1942) es un cardenal y diplomático católico italiano. Fue presidente de la Gobernación del Estado de la Ciudad del Vaticano y presidente de la Comisión Pontificia para la Ciudad del Vaticano, entre 2011 y 2021. También fue representante diplomático de la Santa Sede, de 1987 a 2011.

## Biografía
Giuseppe (José) nació el 1 de octubre de 1942, en la localidad italiana de Foglizzo.
Obtuvo la licenciatura en teología pastoral, un doctorado en derecho canónico. Asistió a la Academia Pontificia Eclesiástica, donde cursó estudios en diplomacia eclesiástica, obteniendo la licenciatura.

### Sacerdocio
Su ordenación sacerdotal fue el 29 de junio de 1966, a manos del obispo Albino Mensa.
Ingresó al servicio diplomático de la Santa Sede en 1971. Trabajó hasta 1973 en la nunciatura en Sudán, que era también la delegación apostólica para la región del Mar Rojo. De 1973 a 1976 fue secretario de la nunciatura de Turquía, llegando a ser Capellán de Su Santidad el 9 de febrero de 1976. 
Fue secretario de la nunciatura de Venezuela de 1976 a 1981, y ocupó el cargo de auditor en la Oficina del Organización de las Naciones Unidas en Ginebra de 1981 a 1987.
En 1987 fue nombrado Jefe de la delegación de observadores de la Santa Sede a la Conferencia de Ministros de Relaciones Exteriores del Movimiento de Países No Alineados en Pionyang, Corea del Norte. Era el primer sacerdote católico que visitaba la pequeña comunidad cristiana católica de ese país, que estaba aislada desde la guerra de Corea.

### Episcopado

#### Diplomacia
El 17 de octubre de 1987, el papa Juan Pablo II lo nombró fue arzobispo titular de Urbisaglia y pro-nuncio apostólico en Ghana, Togo y Benín. Fue consagrado el 28 de noviembre del mismo año, en la Iglesia de Foglizzo; a manos del cardenal Agostino Casaroli
El 12 de enero de 1991, fue nombrado nuncio apostólico en Ruanda, donde apoyó a las organizaciones de derechos humanos y alentó a los obispos católicos a unirse como defensores enérgicos para poner fin a la guerra civil. Permaneció en su puesto y viajó a regiones peligrosas para dar testimonio de la Genocidio tutsi en 1994.
El 25 de marzo de 1995, fue nombrado Observador Permanente de la Santa Sede ante la Oficina de las Naciones Unidas e Instituciones Especializadas en Ginebra. El 19 de agosto de 1997, fue nombrado Observador Permanente de la Santa Sede ante la Organización Mundial del Comercio.
El 27 de diciembre de 2000, Juan Pablo II lo nombró nuncio apostólico en México. El 30 de julio de 2002 recibió al Papa que llegaba en su quinta visita apostólica al país para la canonización de Juan Diego Cuauhtlatoatzin. 
El 11 de enero de 2007, el papa Benedicto XVI lo nombró nuncio apostólico en Italia y San Marino.

#### Curia romana
El 3 de septiembre de 2011, fue nombrado presidente de la Gobernación del Estado de la Ciudad del Vaticano y presidente de la Comisión Pontificia para el Estado de la Ciudad del Vaticano, asumiendo el cargo el 1 de octubre del mismo año; mismo día de su 69 cumpleaños.

### Cardenalato
El 6 de enero de 2012, durante el Ángelus del papa Benedicto XVI, se hizo público que sería creado cardenal. Fue creado cardenal por el papa Benedicto XVI durante el consistorio del 18 de febrero del mismo año, con el titulus de cardenal diácono de Santos Vito, Modesto y Crescencia. Tomó posesión formal de su Iglesia Titular el 17 de junio.
El 21 de abril de 2012, fue nombrado por un período de cinco años, como miembro de la Congregación para la Evangelización de los Pueblos, la Congregación para los Obispos y el Pontificio Consejo para la Justicia y la Paz.
Fue uno de los cardenales electores que participó en el cónclave de 2013 que eligió al papa Francisco.
El 13 de abril de 2013, fue nombrado miembro del Consejo de Cardenales Asesores establecido por Francisco para asesorarlo en la elaboración de un plan para la reestructuración de la Curia romana.
El 10 de noviembre de 2014, fue nombrado miembro de la Administración del Patrimonio de la Sede Apostólica.
El 1 de octubre de 2016 fue confirmado, in aliud quinquennium, como presidente de la Gobernación del Estado de la Ciudad del Vaticano y de la Comisión Pontificia para el Estado de la Ciudad del Vaticano.
El 3 de diciembre de 2016, fue nombrado miembro de la Congregación para las Causas de los Santos.
El 13 de marzo de 2017, fue confirmado como miembro de la Congregación para los Obispos usque ad octogesimum annum.
El 8 de agosto de 2017 fue confirmado como miembro de la Congregación para la Evangelización de los Pueblos ad aliud quinquennium.
El 10 de diciembre de 2019 fue confirmado como miembro de la Comisión Cardenalicia de la Administración del Patrimonio de la Sede Apostólica, usque ad octogesimum annum.
El 13 de octubre de 2020 fue confirmado como miembro del Consejo de Cardenales para ayudar al Santo Padre en el gobierno de la Iglesia universal y para estudiar un proyecto de revisión de la constitución apostólica Pastor bonus sobre la Curia Romana usque ad octogesimum annum.
El 8 de septiembre de 2021, el papa Francisco nombró al obispo Fernando Vérgez Alzaga para sucederlo como presidente de la Gobernación del Estado de la Ciudad del Vaticano y presidente de la Comisión Pontificia para el Estado de la Ciudad del Vaticano, a partir del 1 de octubre de 2021, día de su 79 cumpleaños.
El 18 de noviembre de 2021 fue confirmado como miembro de la Congregación para las Causas de los Santos usque ad octogesimum annum aetatis.
El 4 de marzo de 2022, durante un Consistorio presidido por el papa Francisco, es promovido a la Orden de los Presbíteros manteniendo la Diaconía elevada pro hac vice a título cardenalicio.
El 1 de octubre de 2022, cumplió ochenta años y, con base en lo dispuesto en el motu proprio Ingravescentem Aetatem del papa Pablo VI de 1970, abandona la lista de cardenales electores y cesa en todos los cargos que ostentaba en la Curia romana.
El 7 de marzo de 2023 fue nombrado miembro de la Sección para la primera evangelización y las nuevas iglesias particulares del Dicasterio para la Evangelización, ad biennium.

## Honores

### Honores italianos
- Caballero de la Gran Cruz de la Orden al Mérito de la República Italiana; 4 de octubre de 2008.

### Honores extranjeros
- Gran Oficial de la Orden de la Estrella de Rumania;  2012.
- Capellán Conventual Gran Cruz ad honorem de la Orden de Malta.
- Gran Cruz de la Orden Mexicana del Águila Azteca.[26]